# グンバイナズナ
グンバイナズナ (Thlaspi arvense) は、アブラナ科の一年生植物 (越年草) である。ヨーロッパ原産であるが、日本や北アメリカなどに帰化植物として定着している。

## 特徴
草高は約10-60cm。葉は長卵形で、やや厚く光沢がある。葉柄は長く、葉全体は軍配型となる。冬期には葉はロゼットとなる。花期は4-6月で、花弁は2-5mm。果実は広卵形または円形で、長さ1.0-1.8cm。
和名は果実が軍配の形に似ていることに由来する。

## 利害
サラダの材料やサンドイッチの具などとして食用にされることがある。ただし生では苦いため、油通ししてから食されることもある。またバイオディーゼル燃料の原料にされることもある。
亜鉛を含む土壌を好む傾向があり、燃やした後に残った灰のうち16パーセントは亜鉛である。このような土壌に耐えられる植物は他にはあまり存在しないため、古来より中国ではグンバイナズナの群生地は亜鉛採取の指標とされた。
一方雑草として扱われることも多く、収穫された麦などの穀物の中にグンバイナズナの種子が混入する例も知られている。